# 에조늑대
에조늑대(학명: Canis lupus hattai 카니스 루푸스 핫타이[*])는 홋카이도의 산야에 서식하던 늑대로, 늑대 중에서 가장 큰 종이었다. 사슴 등을 사냥감으로 떼를 지어 행동하였다. 일본늑대와 다르게 덩치는 대륙의 다른 늑대와 마찬가지로 컸다.
아마도 추운 홋카이도의 자연환경에 적응하기 위해서 몸집이 커진 것으로 보인다. 아이누족에겐 숭배의 대상이었다.
19세기 후반에 홋카이도를 개척을 하면서 홋카이도늑대와 사람들과 마찰이 빚어진다. 우선 일본사슴이 개척민들에 의해 남획되면서 수가 줄어들면서 먹이가 부족해진 늑대들이 소나 말등 가축을 잡아먹자 유해조수로 포획되었다.
또한 개발로 인한 서식지 파괴로 인해 결국 1900년대에 멸종되었다. 현재 늑대가 사라지면서 일본 사슴의 수가 늘어 유해조수로 문제가 되고 있다. 현재는 홋카이도와 인접한 쿠릴열도와 사할린 섬에 서식가능성도 제기됐지만 그 지역에서도 늑대가 멸종된 것으로 보고 있다.

## 같이 보기
- 늑대